# Calibri

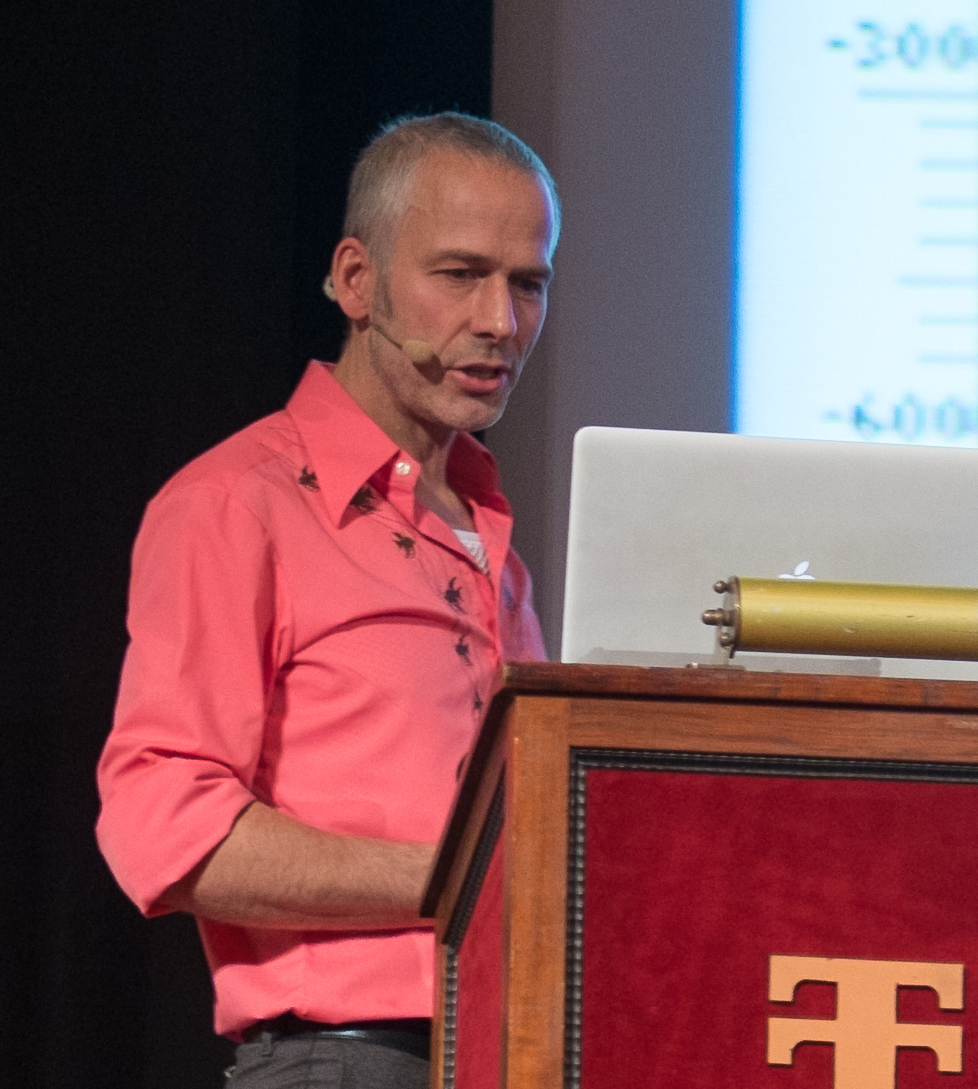
Lucas de Groot (2013)

Calibri ist eine serifenlose Schrift des Typedesigners Lucas de Groot. Sie ist Teil der ClearType Font Collection, deren Schriften ab November 2006 mit Microsoft Windows Vista und Microsoft Office 2007 eingeführt wurden. Seit der Version Office for Mac 2008 ist sie auch für MacOS verfügbar. Hier löste sie Verdana als Standard-Sans-Serif-Schrift ab. 2012 wurden mit einem Windows-7-Update die neuen Schriftschnitte Light und Light Italic veröffentlicht.
Unter den sechs Windows-Vista-Schriftarten ist Calibri diejenige, die der Lucida-Sippe am ähnlichsten ist.
Calibri, die die Zeichensätze Latein, Latein (erweitert), Griechisch und Kyrillisch enthält, wurde von Lucas de Groot ursprünglich für einen Pitch zur Neugestaltung des ZDF-Erscheinungsbildes gestaltet. Auf Anfrage nach einer Serifenlosen reichte er diesen Schriftentwurf bei Microsoft ein. Die Schrift unterliegt einer proprietären Lizenz, d. h. sie darf nicht frei genutzt oder verteilt werden.

## Verfügbarkeit
Außer in Microsoft Office war sie neben den weiteren neuen Schriftarten Cambria, Candara, Consolas, Constantia, Corbel und Meiryo sowohl im PowerPoint Viewer 2007, Microsoft Office Compatibility Pack für Dateiformate von Word, Excel und PowerPoint 2007 als auch im Open XML File Format Converter für Mac enthalten, welche Microsoft kostenlos zum Download anbot.

## Auszeichnungen
Calibri wurde bei der Konferenz TDC2 2005 des Type Directors Club in der Kategorie Type System ausgezeichnet. Die arabische Variante Calibri Arabic von Mamoun und Aida Sakkal gewann den 2. Preis in der Kategorie arabisch-lateinische Schriften bei der Konferenz GRANSHAN 2016 (1. Preis wurde nicht vergeben).

## FontGate
Maryam Nawaz Sharif, Tochter des damaligen pakistanischen Staatspräsidenten Nawaz Sharif, verbreitete 2016 auf Twitter ein Dokument in der Schriftart Calibri, das auf Februar 2006 datiert war. Nach Recherchen der Zeitung Dawn lieferte de Groot Calibri zwar schon 2004 an Microsoft, jedoch wurde sie erstmals in einer Betaversion vom Juni 2006 veröffentlicht. Es gilt als „unwahrscheinlich“, dass das Dokument mit einer solchen Betaversion erstellt wurde. Das Dokument sollte ihre Unschuld im Zusammenhang mit Immobilienbesitz erklären, der durch die Veröffentlichung der Panama Papers bekannt geworden war. Auf Twitter erhielt der Fälschungsvorwurf 2017 den Hashtag FontGate.

## Freie Alternative: Carlito
Calibri unterliegt einer proprietären Lizenz. Ohne eine Lizenz, welche man normalerweise beim Kauf von Windows oder eines Microsoft-Office-Pakets erwirbt, darf die Schrift nicht genutzt werden. Von Google gibt es für das Problem einer fehlenden Lizenz als Teil des Crosextra-Paketes die Schrift Carlito unter der offenen (kostenlosen, frei verfügbaren) Lizenz SIL Open Font License. Sie hat dieselbe Laufweite wie Calibri, so dass beim Drucken oder PDF-Export (z. B. unter Linux) ein Calibri-Dokument praktisch gleich aussieht wie auf dem Bildschirm bzw. unter Microsoft Word. Wird Calibri beim Drucken ansonsten im Hintergrund durch eine andere Schrift ersetzt, ergibt sich ein stark verändertes Layout aufgrund der unterschiedlichen Laufweiten.
De Groot hat das Kopieren der Calibri-Buchstabendickten durch die von Google beauftragten Designer mehrfach öffentlich kritisiert, da er die Festlegung der Dickten als integralen Bestandteil des Entwurfsprozesses und eine einzigartige Charakteristik eines Schriftentwurfs ansieht.